# Відкритий чемпіонат Японії з тенісу 1983
Відкритий чемпіонат Японії з тенісу 1983 - чоловічий і жіночий тенісний турнір, що проходив на відкритих кортах з твердим покриттям у Токіо (Японія). Належав до Світової чемпіонської серії Вірджинії Слімс 1983 і Volvo Grand Prix 1983. Тривав з 17 жовтня до 23 жовтня 1983 року. Еліот Телчер і Іноуе Ецуко здобули титул в одиночному розряді.

## Фінальна частина

### Одиночний розряд, чоловіки
Еліот Телчер —  Андрес Гомес 7–5, 3–6, 6–1
- Для Телчера це був 1-й титул за рік і 11-й - за кар'єру.

### Одиночний розряд, жінки
Іноуе Ецуко —  Шеллі Соломон 6–2, 5–7, 6–1
- Для Іноуе це був 1-й титул за кар'єру.

### Парний розряд, чоловіки
Семмі Джаммалва /  Стів Мейстер —  Тім Галліксон /  Том Галліксон 6–4, 6–7, 7–6

### Парний розряд, жінки
К О'Ніл /  Пем Вайткросс —  Гелена Мансет /  Мікі Шилліг 6–3, 7–5
- Для О'Ніл це був 1-й титул за рік і 2-й - за кар'єру. Для Вайткросс це був 3-й титул за сезон і за кар'єру.